# Corps Borussia Tübingen
Das Corps Borussia Tübingen ist eine Studentenverbindung im Kösener Senioren-Convents-Verband (KSCV). Das Corps ist eine demokratisch verfasste Studentenverbindung, die zu Mensur und Couleur steht. Es vereint Studenten und Alumni der Eberhard Karls Universität Tübingen.

## Couleur
Borussia hat die Farben schwarz–weiß–schwarz mit silberner Perkussion. Dazu wird eine schwarze Studentenmütze getragen. Das Fuchsband ist schwarz–weiß. Der Wahlspruch lautet Hosti frontem, pectus amico! (dt. „Dem Feind die Stirn, die Brust (d.i. das Herz) dem Freund!“).

## Geschichte
Am 22. November 1870 gründeten zehn überwiegend preußische Studenten die schwarze Studentengesellschaft Borussia. Am 7. August 1873 führte sie die unbedingte Satisfaktion und Couleur ein. Sie erklärte sich am 24. Mai 1877 zum Corps und renoncierte seit dem 1. Juni 1877 im Tübinger Senioren-Convent. Am 7. August 1877 wurde sie recipiert und damit in den KSCV aufgenommen.

### Corpshaus

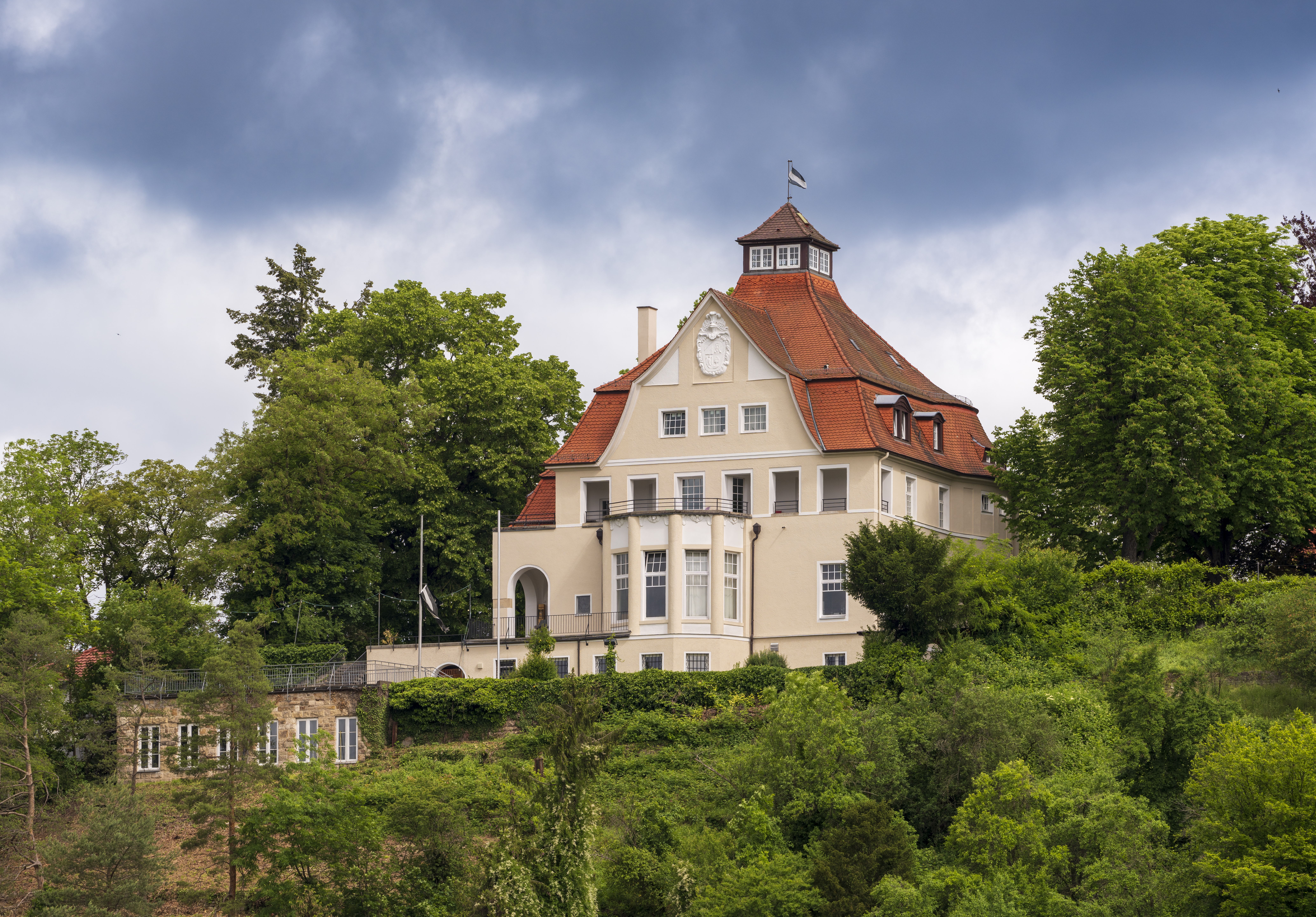
Preußenhaus Tübingen

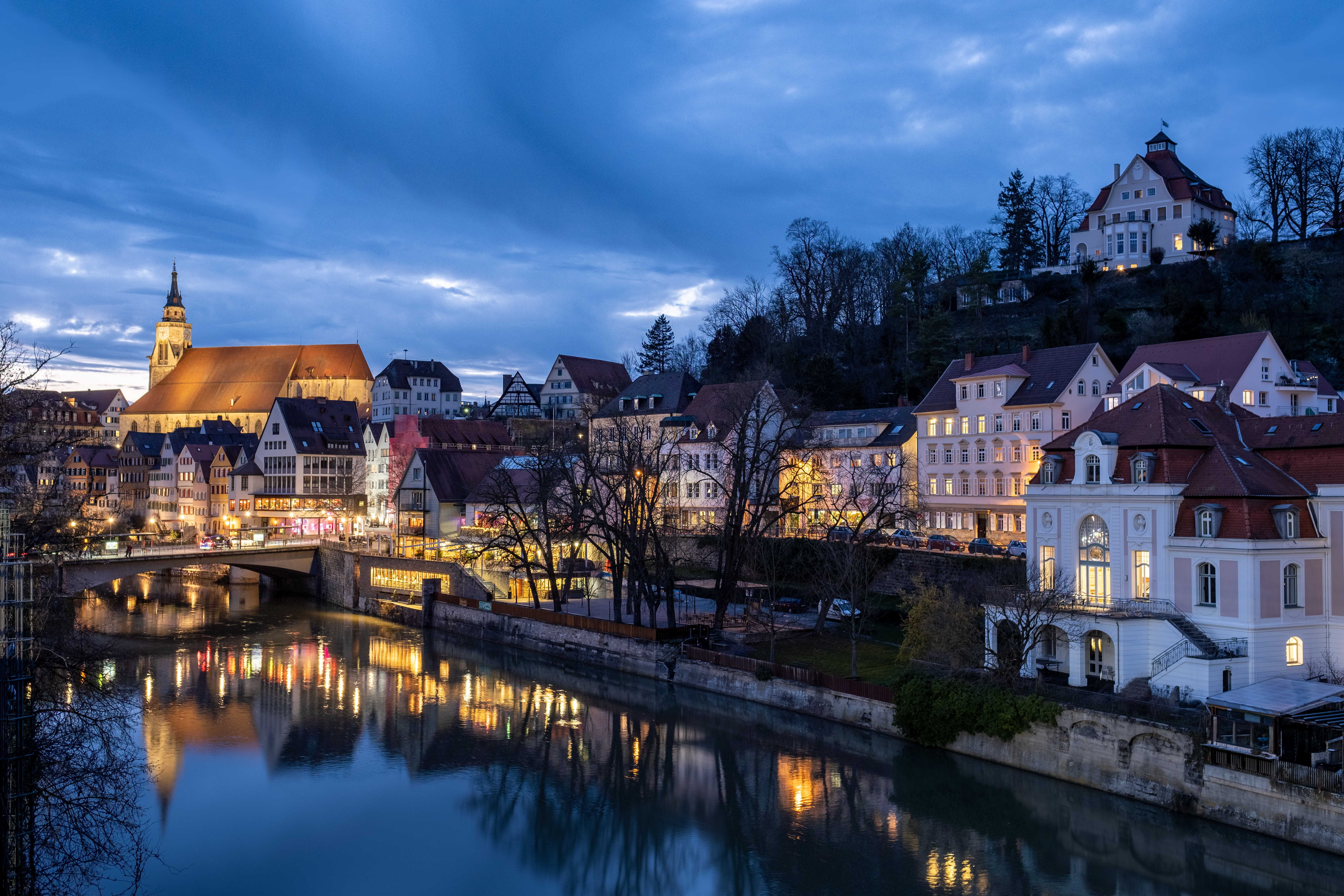
Preußenhaus auf dem Österberg vor der Neckarfront mit Stiftskirche

In den 1880er Jahren war man des ständigen Wechsels der Gaststätten, in denen jeweils ein Raum gemietet wurde, müde. 1887 kauften die Alten Herren ein Grundstück am Österberg, auf dem das erste Corpshaus errichtet und 1888 eingeweiht wurde. In diesem Haus befanden sich neben dem Festsaal und den Aufenthaltsräumen zehn Zimmer für die aktiven Mitglieder. Die Verwaltung erfolgte durch eine eigens gegründete Aktiengesellschaft. Bereits 15 Jahre später fasste man wegen der wachsenden Zahl der Mitglieder den Entschluss, das alte Haus abzutragen und an derselben Stelle ein neues, mit zeitgemäßer Ausstattung und moderner Architektur errichten, zu lassen. Das neue Corpshaus wurde von den Dresdner Architekten William Lossow und Max Hans Kühne mit Elementen des Jugendstils erbaut und 1907 eingeweiht. Die imposante Halle im Zentrum des Hauses sowie der angrenzende Kneipsaal bieten Platz für über 200 Personen, die z. B. zu großen Semesterveranstaltungen aus der ganzen Welt anreisen. Auf der Wohnetage finden sich Zimmer für bis zu elf Studenten. Das Haus verfügt auch über eine große Terrasse seitlich des Hauses und eine weitere, tiefergelegene Terrasse auf dem Dach des sog. Haubodens, die nach ihrem Stifter Martin Luther (1906–1985), dem Gründer der Luther Rechtsanwaltsgesellschaft, Luther-Terrasse genannt wird. Im Ersten Weltkrieg diente es zeitweise als Lazarett.

### Zeit des Nationalsozialismus
Schon kurz nach der sog. Machtergreifung der Nationalsozialisten 1933 übten deren Organe, NSDStB und SA, zunehmenden Druck auf die Studentenverbindungen aus mit dem Ziel der Gleichschaltung (z. B. Einführung des „Führerprinzips“, Ausschluss „nichtarischer“ Mitglieder usw.). Schließlich lösten sich viele Verbindungen auf, Borussia im Mai 1936, andere gingen in sog. Kameradschaften auf. In den Jahren danach verlangte die Reichsstudentenführung die Übergabe des Corpshauses und des Vermögens des Vereins Alter Tübinger Preußen, gleichzeitig wollte das Rasse- und Siedlungshauptamt (RuSHA) der SS das Haus als SS-Mannschaftshaus mieten. Nach langen Verhandlungen und schließlich Drohungen kam im Mai 1939 ein Vertrag mit der SS zustande mit dem Zugeständnis, dass der Altherrenverein nicht in den NS-Altherrenbund eintreten musste, er löste sich auf. Das Haus wurde während des Kriegs nicht nur von der SS, sondern auch von der NSV genutzt, nach dem Krieg von den französischen Besatzungstruppen.

### Neuere Geschichte

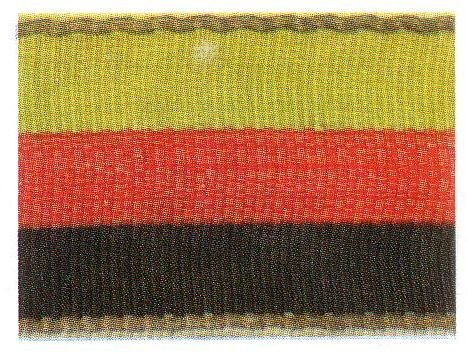
Farben der Verbindung Österberg

1923 und 1983 war Borussia präsidierendes Vorortcorps. In der Französischen Besatzungszone gründeten die Tübinger Corps Borussia, Franconia und Suevia die Verbindung Österberg. 1950 eröffnete Borussia wieder den aktiven Betrieb. Fünf Jahre später gaben die Franzosen das Corpshaus zurück. Die wertvolle Inneneinrichtung war jedoch weitgehend verschwunden, das ausgelagerte Inventar durch Luftangriffe auf Frankfurt am Main vernichtet. Das Gebäude erhielt 2018 einen neuen zweifarbigen Außenanstrich, wodurch die Fassadengliederung besser zur Geltung kommt. 

### Österberg-Seminare
Seit 2009 findet alljährlich auf dem Corpshaus ein als Österberg-Seminar bezeichnetes juristisches Symposium des SC zu Tübingen unter der Mitwirkung von juristisch tätigen Corpsstudenten, wie z. B. Hans-Joachim Priester, Ulrich Seibert, Klaus Pohle, Hanns-Eberhard Schleyer, Volker Rieble, Edzard Schmidt-Jortzig, Gregor Bachmann oder Henning Schulte-Noelle, und anderen renommierten Juristen aus Wissenschaft und Praxis wie Karsten Schmidt, Peter Hommelhoff, Jens Ekkenga oder Harm Peter Westermann statt. Die Seminare finden breite Anerkennung und über sie wird jährlich in der NZG berichtet. Die Seminare werden als berufliche Weiterbildung für Fachanwälte u. a. von der Rechtsanwaltskammer Stuttgart empfohlen. Anlässlich des 10. Jubiläums erschien im Tübinger Mohr Siebeck Verlag eine Festschrift unter dem Titel „Praxis und Lehre im Wirtschaftsrecht“, hrsg. von Hans-Joachim Priester, Hansjörg Heppe und Harm Peter Westermann.

### Langeoog

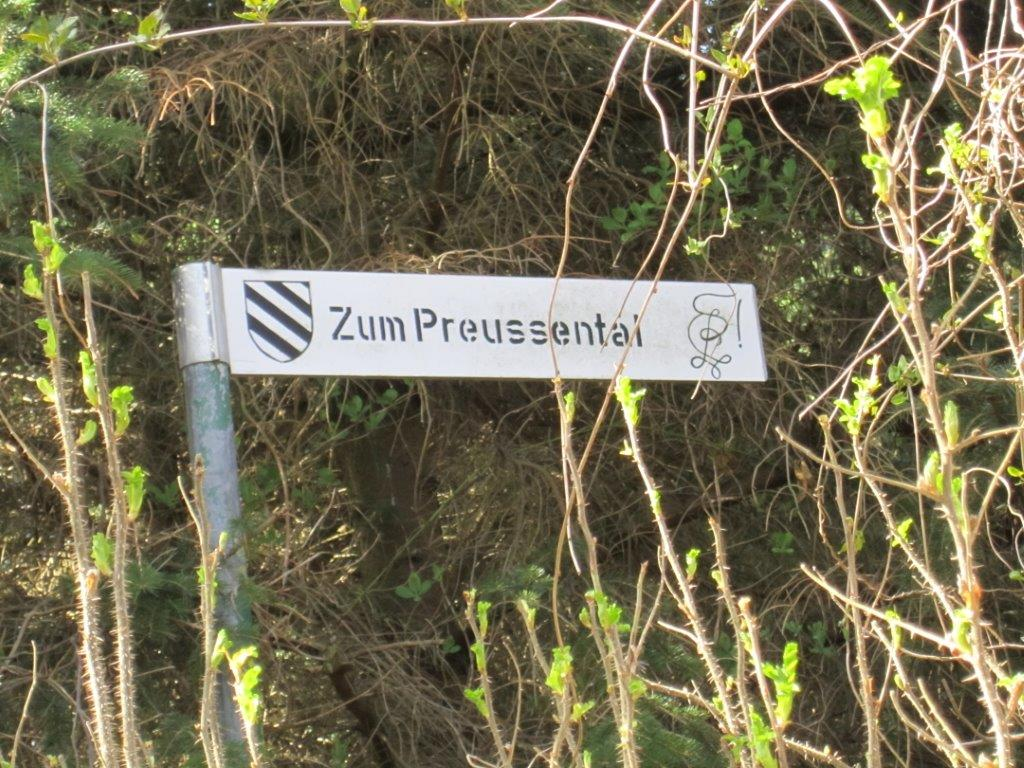
Preussental auf Langeoog

Jahrzehntelang halfen viele Tübinger Preußen ihrem Corpsbruder Jürgen von Schilling bei der Bepflanzung des Dünenfriedhofs Langeoog.

### Fusion mit Marcomannia-Breslau
Nachdem Borussias Kartellcorps Marcomannia-Breslau bereits seit Ende 2004 aufgrund Aktivenmangels suspendiert war, wurde am 20. Oktober 2018 ein Fusionsvertrag zwischen Borussia und Marcomannia-Breslau unterzeichnet. Die Fusion wurde zum 1. Januar 2019 wirksam.

## Verhältniscorps

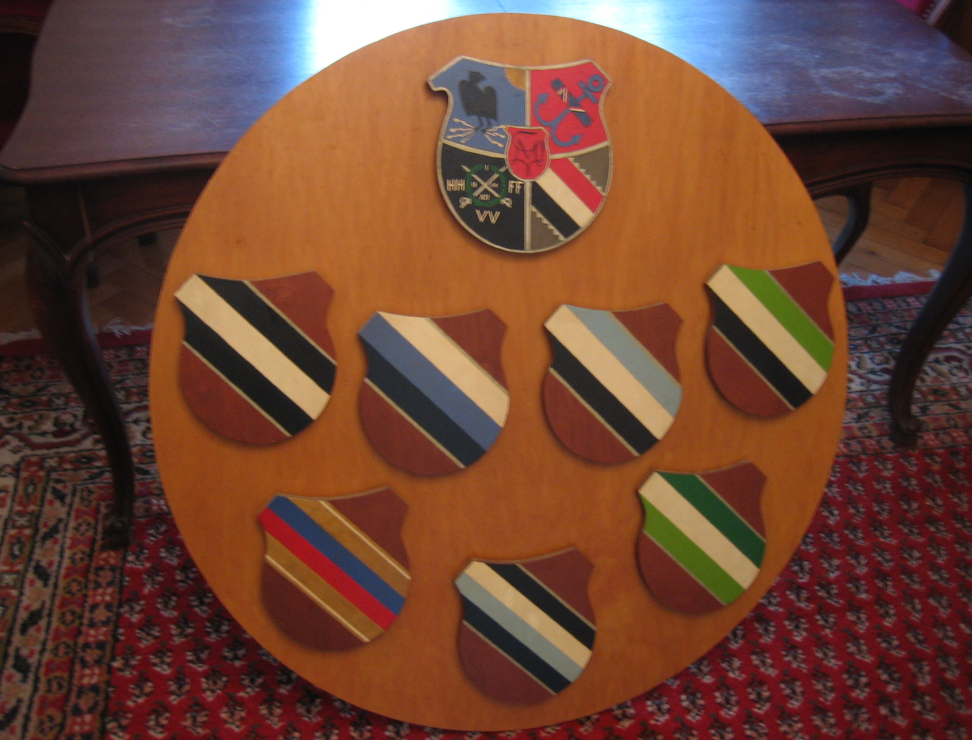
Verhältnisse der Marcomannia 1977

Siehe auch Roter Kreis sowie Verhältnisvertrag
Das zweite Jahr bezieht sich auf den Abschluss des vorangegangenen Freundschaftsverhältnisses.
Kartelle
- Corps Saxonia Bonn (1920/1919)
- Corps Saxonia Jena (1921/1919)
- Corps Marcomannia Breslau zu Köln (1920/1919)
- Corps Hildeso-Guestphalia (1955/1919)

Befreundete Corps
- Corps Vandalia Rostock (1919)

## Mitglieder
In alphabetischer Reihenfolge
- Viktor von Alten (1854–1917), Landrat in Groß Strehlitz
- Friedrich von Alten (1888–1944), Landrat in Schlesien, im Protektorat Böhmen und Mähren und in der Neumark, erschoss sich am 20. Juli 1944
- Walter Amelung (1865–1927), Klassischer Archäologe, Direktor des Deutschen Archäologischen Instituts Rom
- Martin Biastoch (* 1965), Historiker und klassischer Philologe, Gymnasiallehrer in Göttingen
- Arthur Bollert (1870–1951), Landrat in Johannisburg, Oberverwaltungsgerichtsrat am Preußischen Oberverwaltungsgericht
- Heinrich Bossart (1857–1930), Staatsminister von Mecklenburg-Strelitz
- Carl von Brandenstein (1875–1946), Innen- und Justizminister von Thüringen (SPD)
- Werner Bruckhaus (1901–1992), Düsseldorfer Rechtsanwalt, Mitbegründer der internationalen Anwaltssozietät Freshfields Bruckhaus Deringer
- Walter Bruns (1889–1967), Heeresoffizier, zuletzt Generalmajor und Divisionskommandeur der Wehrmacht
- Albert Cuntze (1870–1950), Verwaltungsjurist
- Felix Czolbe (1863–1945), Reichsgerichtsrat.
- Adolf Dennig (1858–1930), Internist
- Max Dittler (1881–1964), Landrat in Stockach und Wolfach, Oberverwaltungsgerichtsrat
- Merten Drevs (1934–2022), Jurist in der Finanzverwaltung, Staatssekretär in Mecklenburg-Vorpommern
- Jan-Hinrik Drevs (* 1968), Sohn von Merten Drevs, Filmemacher (zum Beispiel: Herr Pilipenko und sein U-Boot (2006), Underdogs (2007), 5 Elemente der Unendlichkeit (2018–2021))
- Matthias Eberhard (1871–1944), Landrat
- Hans Ellenbeck (1889–1959), Reichstagsabgeordneter (DNVP, 1924–1928), ab 1950 Geschäftsführer des Stifterverbandes der deutschen Industrie
- Georg von Eucken-Addenhausen (1855–1942), Gesandter und bevollmächtigter Minister des Großherzogtums Oldenburg, Präsident der Ostfriesischen Landschaft
- Walther Gerlach (1889–1979), Physiker
- Rudolf Goldschmidt (1896–1976), Landrat in Meßkirch und Stockach, Regierungsvizepräsident in Nordbaden
- Hans Goudefroy (1900–1961), Generaldirektor der Allianz Versicherungs-AG
- Fritz Gummert (1895–1963), Vorstandsmitglied der Ruhrgas AG, vertrat Deutschland auf der Londoner Schuldenkonferenz
- Oswald Artur Hecker (1879–1953), Professor für Neuere Geschichte und Kolonialgeschichte
- Volkmar Herntrich (1908–1958), Landesbischof von Hamburg
- Georg Hindrichson (1854–1945), Gymnasiallehrer in Hamburg und Cuxhaven
- Hermann Hobrecker (1901–1973), Industriemanager
- Gerhard Koch (1906–1983), Politiker (SPD), MdB
- Hugo Köster (1859–1943), oldenburgischer und preußischer Verwaltungsjurist, Bürgermeister von Zehlendorf
- August Lentze (1860–1945), preußischer Staats- und Finanzminister, Präsident der Deutschen Rentenbank
- Robert Lorentz (1866–1940), Jurist in der Zollverwaltung, Ministerialbeamter in Mecklenburg
- Hermann Luckenbach (1856–1949), Altphilologe und Gymnasiallehrer
- Martin Luther (1906–1985), Hamburger Rechtsanwalt, Herausgeber eines Formularkommentars zum Aktienrecht, Begründer der dt. Anwaltssozietät Luther (Unternehmen), Mitbegründer der Deutsche Institution für Schiedsgerichtsbarkeit, vertrat Deutschland auf der Londoner Schuldenkonferenz
- Heinrich Maas (1908–1981), Senatsdirektor in Bremen
- Gerhard Marquordt (1881–1950), Jurist und Politiker (DVP)
- Arthur Meyer (1884–1970), Jurist in der preußischen Militärverwaltung
- Matthew Miller (* 1973), TV-Anchor in New York: „Bloomberg on the Markets“
- Joseph Minten (1862–1940), Landrat in Köln
- Albert Paul (1879–1949), II. Bürgermeister der Stadt Magdeburg, Verwaltungsratsvorsitzender der Mitteldeutschen Landesbank, Vorstandsmitglied des Deutschen Sparkassen- und Giroverbandes
- Gustav Plaehn (1859–1934), Altphilologe, Gymnasiallehrer in Altenburg und Gera
- Julius Pommer (1853–1928), Oberamtmann in Saulgau und Esslingen
- Viktor Reichmann (1881–1956), Mediziner, Wegbereiter der Silikoseforschung
- Walter Reimers (1913–2010), Vizepräsident des Hanseatischen Oberlandesgerichts
- Wilhelm Sauerwein (1872–1946), Staatsminister in Mecklenburg-Strelitz
- Wolfgang Schieren (1927–1996), Vorstands- und Aufsichtsratsvorsitzender der Allianz AG
- Jürgen von Schilling (1909–2008), Arzt, Ehrenbürger von Langeoog
- Paul-Georg Schmidt (1902–1987), Lungenarzt und Chirurg
- Max Schottelius (1849–1919), Professor für Pathologische Anatomie und Hygiene
- Henning Schulte-Noelle (* 1942), Vorstandsvorsitzender der Allianz AG und Aufsichtsratsvorsitzender der Allianz SE
- Hubertus Schwartz (1883–1966), Senator der Freien Stadt Danzig, Landrat und Bürgermeister in Soest
- Theodor Schweisfurth (* 1937), Völkerrechtler
- Ulrich Seibert (* 1954), Professor, Leiter des Referats für Gesellschaftsrecht im Bundesministerium der Justiz
- Peter Silberkuhl (* 1939), Vorsitzender Richter am Bundesverwaltungsgericht
- Morris Simmonds (1855–1925), Pathologe
- Karl Ernst Sippell (1889–1945), Vorstandsmitglied der Deutschen Bank AG
- August Skalweit (1879–1960), Volkswirt, Rektor der Universität Kiel
- Otto Snell (1859–1939), Psychiater und Klinikdirektor
- Heinrich Specketer (1873–1933), Chemiker, Vorstandsmitglied der Griesheim-Elektron und der I.G. Farben
- Otto Sprengel (1852–1915), Chirurg
- Walther Stein (1864–1920), Diplomatiker und Historiker
- Christian Streffer (* 1934), Strahlenbiologe, Rektor der Universität Essen
- Walter Ludwig Strohmaier (* 1957), Urologe und Chefarzt für Urologie am Klinikum Coburg, Lehrkrankenhaus der Universität Split, ordentlicher Professor an der Universität Split, Kroatien, und außerplanmäßiger Professor an der Universität Würzburg
- Oskar Stübben (1877–1943), Präsident der Braunschweigischen Staatsbank
- Kurt Trinks (1882–1958), Jurist
- Hans Vaihinger (1852–1933), Philosoph, Kant-Forscher
- Hermann Varnhagen (1850–1924), Anglist und Romanist
- Max Waldeck (1878–1970), Ministerialbeamter im Verkehrswesen
- Wolfgang Weng (* 1942), Politiker (FDP), MdB (1983–1998)
- Hermann Wennrich (1892–1974), Vizepräsident des Bundesfinanzhofs
- Friedrich Wenz (1875–1954), Oberamtmann in Triberg, Landrat in Villingen und Pforzheim
- Max Wiskemann (1887–1971), Vorstand der Tretorn Gummi- und Asbestwerke AG
- Paul Wolffram (1860–1932), Ministerialbeamter in Preußen
- Hermann Woothke (1888–1978), Ministerialbeamter und Bundesrichter
- Erich Zander (1906–1985), Justizsenator in Bremen (CDU)